# Unité urbaine de Sainte-Marie-de-Ré
L'unité urbaine de Sainte-Marie-de-Ré est une unité urbaine française constituée par la commune de Sainte-Marie-de-Ré, petite ville de l'île de Ré, située dans le nord-ouest de la Charente-Maritime.

## Données générales
En 2010, l'INSEE a procédé à une redéfinition des zonages des unités urbaines de la France; celle de Sainte-Marie-de-Ré est demeurée inchangée et forme donc une ville isolée selon la nomenclature de l'Insee qui lui a donné le code 17111. 
C'est au recensement de 1999 que Sainte-Marie-de-Ré a été catégorisée comme unité urbaine; elle comptait alors 2 655 habitants. 
Si par sa population, elle est la commune plus peuplée de l'île de Ré, elle se retrouve au troisième rang des unités urbaines de l'île se classant après La Flotte et Ars-en-Ré.
En 2007, avec 3 082 habitants, elle constitue la 21e unité urbaine de Charente-Maritime et appartient à la catégorie des unités urbaines de 2 000 à 4 999 habitants.
Sa densité de population qui s'élève à 313 hab/km² en 2007 en fait l'une des unités urbaines les plus densément peuplées de la Charente-Maritime.

## Délimitation de l'unité urbaine de 2010
Unité urbaine de Sainte-Marie-de-Ré dans la délimitation de 2010 et population municipale de 2007
| Commune urbaine    | Superficie | Population | Densité de population | Statut       |
| ------------------ | ---------- | ---------- | --------------------- | ------------ |
| Sainte-Marie-de-Ré | 9,84 km²   | 3 082 hab. | 313 hab/km²           | Ville isolée |

## Sources et références
1. ↑  Composition de l'unité urbaine de Sainte-Marie-de-Ré en 2010 - Source : Insee